# Alessandra Moretti

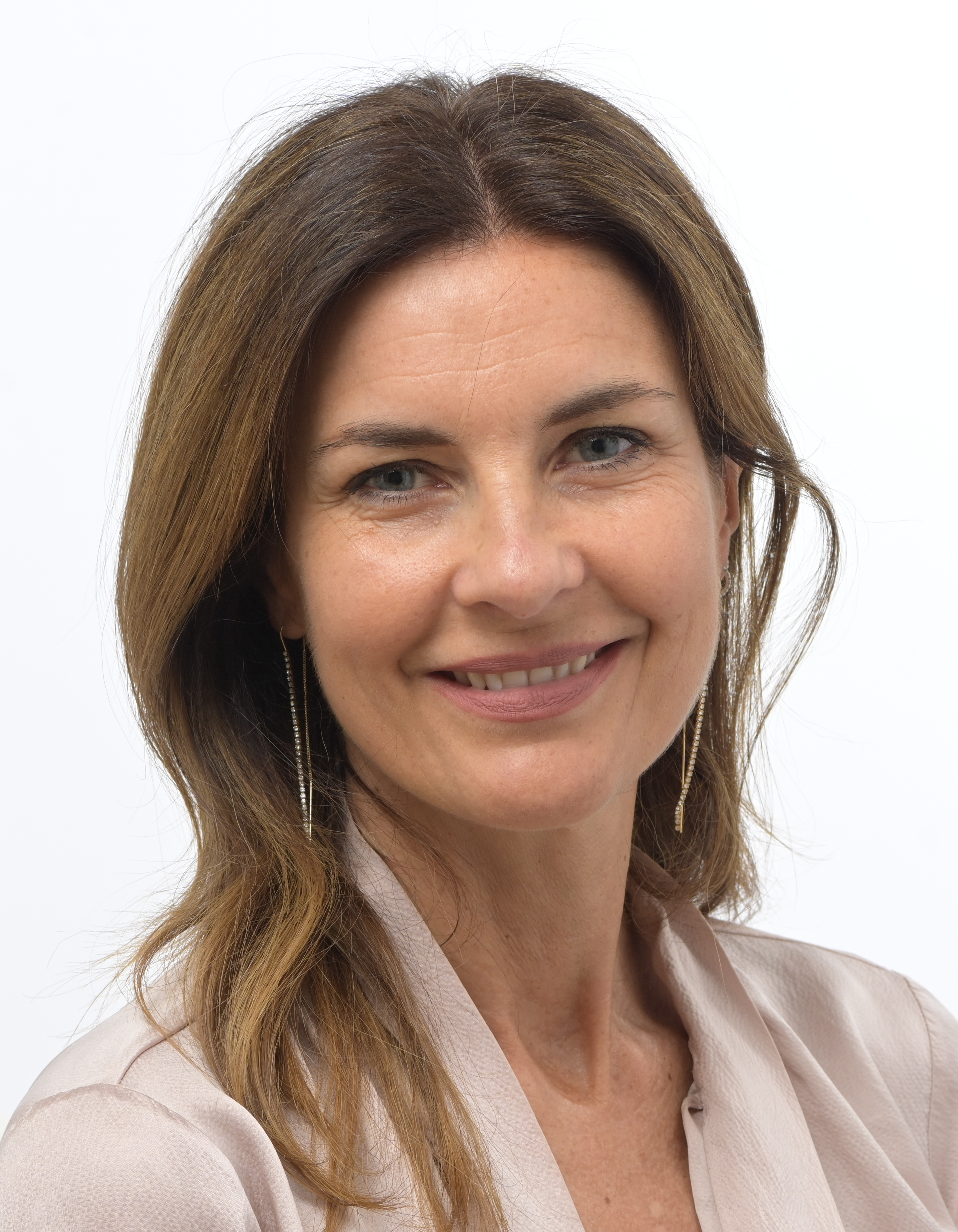
Alessandra Moretti (2024)

Alessandra Moretti (* 24. Juni 1973 in Vicenza) ist eine italienische Politikerin der Partito Democratico (PD). Sie war von 2014 bis 2015 und ist erneut seit 2019 Mitglied des Europäischen Parlaments.

## Leben und Karriere
Moretti war als Jugendliche Sekretärin der Schülervereinigung von Vicenza. Sie absolvierte ein Jurastudium an der Universität Urbino mit einer Abschlussarbeit in Kriminologie. Anschließend arbeitete sie als Anwältin für Familienrecht.
2008 wurde sie als Spitzenkandidatin einer Bürgerliste des Mitte-links-Spektrums in den Stadtrat von Vicenza gewählt. Sie fungierte als stellvertretende Bürgermeisterin der Stadt und Beigeordnete für Bildung und Jugendpolitik. Ab 2009 gehörte sie dem nationalen Vorstand der Partito Democratico an, wo sie für Bildungspolitik verantwortlich war. Pier Luigi Bersani machte sie nach seiner Wahl zum Vorsitzenden zu einer Sprecherin der Partei. Bei der Parlamentswahl 2013 zog sie als Vertreterin des Wahlkreises Venetien 1 in die Abgeordnetenkammer ein.
Zur Europawahl 2014 wurde sie im Wahlkreis Nordost-Italien mit über 230.000 Vorzugsstimmen in das Europäische Parlament gewählt. Dort gehört sie der Fraktion der Progressiven Allianz der Sozialdemokraten (S&D) an und war von 2014 bis 2015 stellvertretende Vorsitzende der Delegation für die Beziehungen zu Iran sowie Mitglied im Rechtsausschuss und im Ausschuss für die Rechte der Frau und die Gleichstellung der Geschlechter. Sie legte ihr Mandat im EU-Parlament am 1. Februar 2015 nieder, um zur Regionalwahl in Venetien im Mai 2015 als Spitzenkandidatin des Mitte-links-Bündnisses anzutreten. Sie unterlag jedoch mit 22,7 % der Stimmen dem Amtsinhaber Luca Zaia von der Lega Nord, der gut 50 % erhielt. Anschließend gehörte sie als Oppositionsvertreterin dem Venetischen Regionalrat an, wo sie bis Dezember 2016 Fraktionsvorsitzende der PD war. Bei der Europawahl 2019 wurde sie erneut ins Europäische Parlament gewählt. Sie gehört dem Ausschuss für Umweltfragen, öffentliche Gesundheit und Lebensmittelsicherheit an und ist Delegierte für die Beziehungen zu Japan.
Moretti wurde Ende Januar 2021 gemeinsam mit den Parteifreunden Pietro Bartolo, Brando Benifei und Pierfrancesco Majorino von der kroatischen Polizei darin gehindert, sich Zugang zur kroatisch-bosnischen Grenze im „Bojna-Wald“ zu verschaffen, wo man sich über Pushbacks durch kroatische Grenzschützer im Zusammenhang mit dem Flüchtlingslager Lipa informieren wollte.

## Katar-Korruptionsskandal
Im März 2025 wurde der Vorwurf bekannt, dass Moretti in dem Katar-Korruptionsskandal involviert sein soll. Die belgische Föderalstaatsanwaltschaft beantragte aus diesem Grund die Aufhebung der Immunität von Moretti. Als Reaktion auf die Vorwürfe suspendierte Moretti ihre Mitgliedschaft in der Gruppe der Sozialdemokraten.  Sie betonte aber "die vollständige Nichtbeteiligung an jedweden korrupten Aktivitäten" und führte aus, dass sie für die volle gerichtliche Aufklärung der Vorwürfe zur Verfügung stehe.